# Till dig jag ropar, Herre Krist

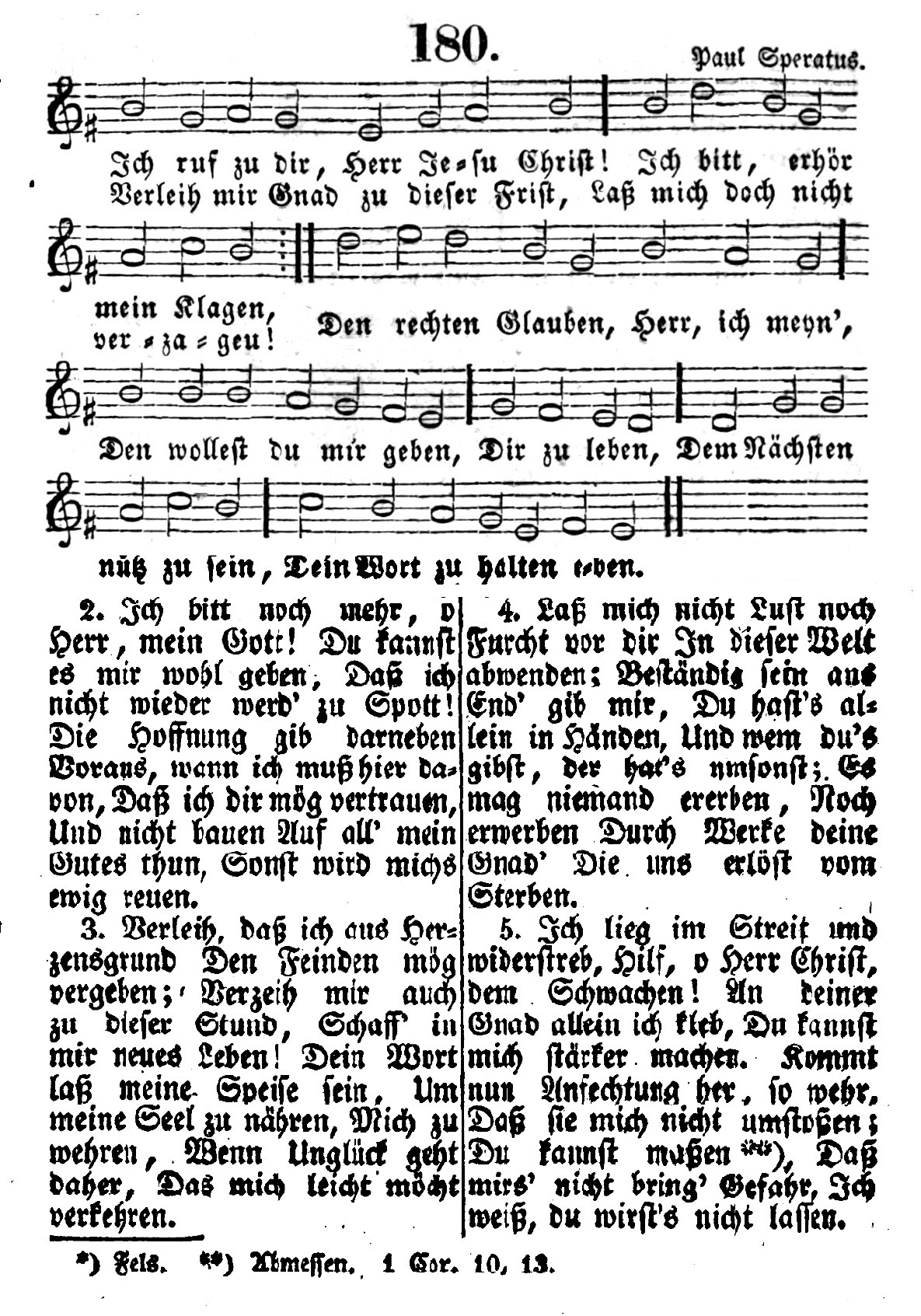
Den tyska psalmen i en psalmbok från 1836. Den ansågs länge vara skriven av Paul Speratus.

Till dig jag ropar, Herre Krist är en gammal tysk psalm Ich ruf zu dir, Herr Jesu Christ i fem verser av Johann Agricola cirka 1526/1527, översatt till danska 1544 och till svenska 1562 (eller 1567 enl 1937 års psalmbok) och efter 250 år bearbetad av Johan Olof Wallin 1816 och Olov Hartman 1979 med alla fem verser bibehållna.
Psalmen inleds 1695 med orden:
Jagh ropar til tigh, O HErre Christ!
Jagh beder tu hör min klagan
Enligt 1697 års koralbok används samma melodi som till psalmen Så högt har Gud, oss till stor fröjd (nr 203). Melodin är tryckt i Joseph Klugs psalmbok Geistliche Lieder 1533 (Wittenberg).

## Publicerad i
- 1572 års psalmbok med titeln JAgh ropar til tigh o HERRE Christ under rubriken "En Christeligh Psalm".[1]
- Göteborgspsalmboken under rubriken "Om Tröst i Bedröfwelse".[2]
- 1695 års psalmbok som nr 281 under rubriken "Psalmer i Bedröfwelse / Korss och Anfächtning".
- 1819 års psalmbok som nr 208 under rubriken "Nådens ordning: Den dagliga förnyelsen under bön, vaksamhet och strid mot andliga fiender".
- Sionstoner 1889 som nr 494 med verserna 1-5, under rubriken "Psalmer"
- Sionstoner 1935 som nr 446 under rubriken "Nådens ordning: Trosliv och helgelse".
- 1937 års psalmbok som nr 343 under rubriken "Trons vaksamhet och kamp".
- Den svenska psalmboken 1986 som nr 564 under rubriken "Vaksamhet - kamp - prövning".
- Svensk psalmbok för den evangelisk-lutherska kyrkan i Finland (1986) som nr 348 under rubriken "Skuld och förlåtelse" med något annorlunda text än i Den svenska psalmboken.